# Малкога малазійська
Малко́га малазійська (Rhinortha chlorophaea) — вид зозулеподібних птахів родини зозулевих (Cuculidae). Мешкає в Південно-Східній Азії. Це єдиний представник монотипового роду Малазійська малкога (Rhinortha).

## Поширення і екологія
Малазійські малкоги мешкають на Малайському півострові, Суматрі і Калімантані та на сусідніх островах. Вони живуть в тропічних лісах, чагарникових заростях і на плантаціях. Зустрічаються на висоті до 900 м над рівнем моря.